# 7i villamos (Budapest)
A budapesti 7i jelzésű villamos a Rákospalota, Kossuth utca és Újpest, Fóti út között közlekedett. A járatot megszűnése előtt a Budapesti Közlekedési Vállalat üzemeltette.

## Története
1961. június 5-én  a Rákospalota, Kossuth utca és Újpest, Fóti út között közlekedő 10A villamos jelzését R-re módosították. 1966. június 15-én (az L kivételével) a betűjelzéssel ellátott időszakos járatok „i”-vel megkülönböztetett viszonylatszámot kaptak, ekkor jelzését 7i-re módosították. A többi „i” végű járathoz hasonlóan, ez is alkalomhoz kötve indult: az újpesti gyárak műszakváltásainak idején közlekedett tehermentesítő járatként. A Budapest–Szob-vasútvonal villamosítása miatt az Árpád úti villamos-felüljáró elbontásra került, emiatt a 7i villamost 1971. október 4-én megszüntették. 1974-ben az Árpád úti felüljáró átadása után a 7i pótlására a 10-es villamost hosszabbították meg a Kossuth utcáig.

## Útvonala
| Fóti út felé                                                     | Rákospalota, Kossuth utca felé                                   |
| ---------------------------------------------------------------- | ---------------------------------------------------------------- |
| Rákospalota, Kossuth utca vá. – Árpád út – Váci út – Fóti út vá. | Fóti út vá. – Váci út – Árpád út – Rákospalota, Kossuth utca vá. |